# Streblognathus peetersi
Streblognathus peetersi (лат.) — вид муравьёв из подсемейства Ponerinae. Один из двух известных видов рода Streblognathus, описанный в 2002 году Хэмишем Робертсоном (англ. Hamish G. Robertson).

## Социальное поведение
У вида Streblognathus peetersi рабочие-полицейские играют основную роль в выборе репродуктивных самок — кутикулярные углеводороды, выделяющиеся на поверхность тела самки, вероятно, несут информацию о ее уровне фертильности, что, в свою очередь, является сигналом для принятия решения рабочими муравьями. Если фертильность альфа-самки (самки высшего ранга) уменьшается, то эта самка смещается с высшего положения в иерархии рабочими-полицейскими в среднем спустя 11,5 дней. В предшествующие дни одна из высокоранговых самок становится более агрессивной, однако её агрессия не направлена на бывшую альфа-самку. К тому времени самка, занявшая место альфы, показывает высокоранговое господствующее поведение, типичное для уровня альфы. В то же самое время кутикулярный профиль экс-альфы показывает предсказуемые и противоположные модификации к таковому у претендента.